# Dolores Gil de Pardo
Dolores Gil de Pardo (Almonacid de la Sierra,1842 - Zaragoza, 22 de septiembre de 1876), su nombre completo es Dolores Fausta Dorotea Gil Pérez, fue una fotógrafa española perteneciente a la primera generación de mujeres que se dedicaron profesionalmente a la fotografía.

## Biografía
Hija de Silveria Pérez y José Gil, ambos de Calatayud. A los cinco años perdió a su madre. Su padre contrajo segundas nupcias y ella y sus dos hermanos se criaron en una nueva familia, en 1848 nació su hermana Modesta. Se casó con el fotógrafo tarraconense Bernardino Pardo Cerdá. Se desconoce la fecha y las circunstancias en las que se conocieron, así como sus ocupaciones previas y como se iniciaron en el campo de la fotografía, si de forma autodidacta o como aprendices en el estudio de algún fotógrafo, algo que era muy común en la época. En 1867 ya estaban casados y compartían carrera profesional. Tuvieron cuatro hijos, todos nacidos en Zaragoza, excepto el segundo que nació en Olot.

## Trayectoria profesional
Gil ejerció como fotógrafa profesional entre 1867 y su muerte, ocurrida en 1884, tras dar a luz a su último hijo. Como singularidad, en el reverso de sus fotografías aparece su nombre al que añadió «de Pardo» por su condición de mujer casada. En general, en esta época las mujeres casadas con fotógrafos, que también trabajaban en sus estudios, ocultaban su nombre o añadían y señora a la firma del marido. A mediados del siglo XIX la fotografía no contaba con prestigio artístico dada su condición mecánica y manual. Era habitual la colaboración de las mujeres en los negocios familiares realizando tareas de revelado, positivado y retoques del final del proceso (pegado de cartones, preparación de marcos) que precisaban de habilidad y destreza. A partir de la segunda mitad del siglo XIX se abrieron muchos estudios de fotografía, ya que se trataba de una inversión pequeña y de fácil aprendizaje. Se hicieron muy populares los retratos en formato de tarjetas de visita a precios asequibles por la utilización de las nuevas técnicas, más sencillas y con menor coste de producción, como el colodión húmedo sobre placas de vidrio para los negativos y el papel imprimado con albúmina para los positivos. Pasaron a ser considerados productos seriados y no únicos como ocurría con los daguerrotipos. 

### Etapa catalana
Entre los años 1867 y 1870 la familia residió en Cataluña. Corresponde a la primera fase del Sexenio revolucionario, durante este periodo el matrimonio fue recorriendo diferentes localidades como fotógrafos itinerantes anunciándose en la prensa local. El 7 de junio de 1867 aparece un anuncio de Gil en el diario Lloyd de España donde informa del novedoso equipamiento para satinar fotografías con el que contaban en su estudio sito en la calle de Jaime I número 6 de Barcelona. De esta etapa se conservan algunas tarjetas de visita  en colecciones particulares firmadas en el reverso por Gil. Durante este periodo las tarjetas son sencillas, retratos en muchos casos de cuerpo entero con fondos lisos y en sus reversos aparece un sello de tinta con la dirección del establecimiento y nombre de la fotógrafa. Más tarde estos reversos fueron más detallados y con mayor ornamentación. Ese mismo año, 1867, según un anuncio en El Eco de la montaña, prensa local de Vich, la familia se traslada a esta localidad. Debido a las mejoras en los transportes, durante esta época los fotógrafos se desplazaban desde las ciudades a ferias y mercados de otras comarcas. Viajaban con sus equipos y los materiales fotográficos, así como los útiles básicos del atrezzo (fondos, cortinas, alfombras, mobiliario y algunos objetos ornamentales). En el anuncio ofrecían el formato Carta de visita al precio de 10 reales, las copias de cuatro grupos y demás tamaños a precios convencionales y reproducían también cuadros. La estancia en esta localidad debió ser temporal. La dirección de su estudio fotográfico está ubicada en la Fonda de Sant Antoni Rambla del Carme de Vich. Poco tiempo después se trasladan a la ciudad de Olot, en junio de 1869 consta en el registro municipal el nacimiento de su segundo hijo. Su domicilio y estudio consta en el Paseo de San Francisco número 3. Se trata de la etapa más productiva y reconocida de Gil. La fotógrafa, que entonces contaba con 26 años, firmaba los reversos de sus obras de forma autógrafa o con sello propio usando su nombre y apellido como marca comercial. Gran parte de la obra fotográfica que se conserva de Gil se conserva en la ciudad de Olot, bien en colecciones particulares o en archivos públicos, el Archivo Comarcal de La Garrocha y la biblioteca Marià Vayreda.

### Etapa aragonesa
Se desarrolló fundamentalmente en Calatayud y en Zaragoza. Hay registros de su estancia a partir del verano de 1871 en la calle Escuelas Pías número 63, una de las zonas más comerciales y concurridas. Durante este periodo se empezaron a abrir los primeros estudios fotográficos estables en la ciudad. Aquí instaló su domicilio, estudio fotográfico y laboratorio de revelado y procesado. La familia residió de forma esporádica o temporal en Calatayud. De esta etapa aragonesa constan solo unas pocas tarjetas de visita, dos de ellas en la colección de la familia Pujadas Alesón.

## Reconocimientos
En el mes de diciembre de 2005, se presentó la exposición Fotógrafas pioneras en Cataluña en el Palau Robert de Barcelona, organizada por el Instituto Catalán de las Mujeres. En esta muestra se expuso la obra inédita de doce fotógrafas que realizaron sus trabajos entre mediados del siglo XIX y la década de 1960. Comisariada por la fotógrafa Isabel Esteva, Colita, y la historiadora Mary Nash, además de obras de Gil de Pardo, se exhibieron las fotografías de Anaïs Napoleón, Carmen Gotarde y Camps, María Serradell Sureda, Madronita Andreu, Montserrat Vida y Barraquer, Carmen García de Ferrando, Rosa Szücs de Truño, Roser Oromí Dalmau, Roser Martínez Rochina, Montserrat Sagarra y Joana Biarnés i Florensa. Tras su presentación en Barcelona, la exposición pudo visitarse en más ciudades. En Madrid, organizada por la librería Blanquerna en julio de 2006. París, organizada por La Casa de Cataluña, en el año 2008. Y en Olot, ciudad a la que estaba vinculada Gil de Pardo, en el año 2011.